# Alinānu purvs
Alinānu purvs är en sumpmark i Lettland.   Den ligger i Jēkabpils kommun, i den centrala delen av landet, 100 km sydost om huvudstaden Riga.